# Julitta Włodarczyk-Martini
Julitta Włodarczyk-Martini (ur. 4 lutego 1928 w Wilnie) – polska entomolog, doktor nauk przyrodniczych.

## Życiorys
W 1952 w Wyższej Szkole Rolniczej w Olsztynie uzyskała stopień inżyniera, następnie przeniosła się do Łodzi, gdzie na tamtejszym Uniwersytecie w 1959 przedstawiła i obroniła pracę magisterską. W 1972 obroniła doktorat.
Julitta Włodarczyk-Martini jest psokopterologiem, specjalistką w zakresie krajowych gryzków. Przez wiele lat pracowała w Muzeum Uniwersytetu Łódzkiego, obecnie na emeryturze. 
Dorobek naukowy stanowi 9 prac naukowych, w tym dwie monografie. W seriach "Klucze do Oznaczania Owadów Polski" i "Katalog Fauny Polski" opracowała hasła dotyczące Psocoptera.